# Yusuf Rabiev
Yusuf Rabiev (nacido el 24 de diciembre de 1979, en Dusambé) es un futbolista de Tayikistán que actualmente juega en el Istiqlol Dushanbé.

## Carrera
Debutó en 1998 al club Varzob Dushanbé, donde estaría 3 años. En 2001, jugaría para Regar-Tadaz Tursunzoda, donde también jugó 3 años. El 2004, jugó para Aviator Chkalovsk donde solo duró 1 solo año. Luego el 2005 jugó para Parvoz Bobojon Gafurov, donde jugó durante 3 años. El 2008 jugó para Vahsh Qurghonteppa, donde duró muy poco, y en el mismo año jugó para el FK Hujand. En el 2009 jugaría para su equipo actual, Istiqlol Dushanbé.
Internacionalmente jugó para la selección de fútbol de Tayikistán, donde estuvo presente en 30 encuentros, anotando 15 goles, y muchos fueron parte de la Copa Desafío de la AFC 2008.